# Partido judicial de Mahón
El partido judicial de Mahón, también llamado partido judicial n.º 1 de las Islas Baleares, es uno de los 6 partidos judiciales en los que se divide la comunidad autónoma de Islas Baleares. Comprende los municipios de Alayor, Mahón, San Luis y Villacarlos, todos situados en la isla de Menorca. La cabeza de partido y por tanto sede de las instituciones judiciales es Mahón. Cuenta con tres juzgados de Primera Instancia e Instrucción y uno de lo Penal.